# Château d'eau de la Duchère
Le château d'eau de la Duchère est un château d'eau situé à Champagne-au-Mont-d'Or, en lisière du quartier de la Duchère à Lyon. 
Il a été réalisé en 1967 par l'architecte François-Régis Cottin et l'ingénieur Nicolas Esquillan. Sa capacité est de 2 000 m3 et sa hauteur de 40 mètres.
En 2003, le château d'eau a obtenu le label « Patrimoine du XXe siècle » avec d'autres monuments du quartier.